# Merry Poppins (сингл)
«Merry Poppins» — дебютный макси-сингл синтипоп-группы Merry Poppins, который был выпущен в 2006 году.

## История
Макси-сингл «Merry Poppins» был выпущен в 2006 году, в диджипак-упаковке. В Белоруссии его выпустило музыкальное издательство «Глория медиа». В диск вошли 3 песни и ремикс на одну из композиций. Также в макси-сингл содержит видеоклип на песню «Меня зовут любовь» (режиссёра Романа Васьянова) и слайд-шоу, состоящее из фотосессий дуэта Merry Poppins в стиле: волшебницы Мэри Поппинс (персонажа советского художественного фильма «Мэри Поппинс, до свидания!»), восточных красавиц, облачённых в восточные одеяния, и кукол в розовых платьях с расчёской и зеркальцем. Фотосессии для диска снял киевский фотограф Константин Мохнач.
Автором всех песен и композитором является Алеся Берулава. В записи макси-сингла в качестве саунд-продюсера, аранжировщика и автора музыки к композиций «Меня зовут любовь» принял участие Владимир Эглитис. Ремикс на песню «Меня зовут любовь» сделал Денис Воронцов (экс. «Мантана», «J:Морс»).
Весь выпущенный тираж диска был раскуплен. Макси-сингл получил награду «Сингл года» по версии компании «Мистерия звука» в 2006 году (по итогам продаж).
На полиграфии официального издания указанно, что автором музыки и слов является Марина Берулава. Макси-сингл был записан дуэтом Merry Poppins (Алесей и Мариной Берулава) без участия третьей сестры Людмилы Берулава. Она присоединилась к группе уже после выхода диска.

## Список композиций
| №  | Название                    | Автор(ы)                       | Длительность |
| -- | --------------------------- | ------------------------------ | ------------ |
| 1. | «Меня зовут любовь»         | Алеся Берулава                 | 3:40         |
| 2. | «Картинки»                  | Алеся Берулава                 | 3:51         |
| 3. | «Крылья»                    | Алеся Берулава                 | 3:50         |
| 4. | «Меня зовут любовь (remix)» | Алеся Берулава, Денис Воронцов | 3:52         |
| 5. | «Меня зовут любовь (клип)»  | Роман Васьянов                 | 3:36         |
| 6. | «Слайд-шоу»                 | Константин Мохнач              |              |

## Участники
- Алеся Берулава — вокал, композитор, автор песен, продюсер.
- Марина Берулава — вокал.

В записи также участвовали:
- Владимир Эглитис (экс. «Ляпис Трубецкой») — саунд-продюсер, аранжировка, сведение (трек 1, 3).
- Денис Воронцов (экс. «Мантана», «J:Морс») — ремикс (трек 4).
- И. Артемков — сведение (трек 1, 2).

## Оформление
Всё издание оформлено в тёмно- и светло-зелёном цвете. На обложке издания имеется фотография дуэта в розовых платьях в кукольном стиле с зеркальцем и расчёской и названием группы, написанным большими белыми буквами. На задней части диджипака содержится информация о содержании диска, участниках записи и оформлении макси-сингла. Компакт-диск оформлен в розовом цвете с названием группы, изображенным белыми буквами, и содержанием издания, написанным чёрными буквами.

## Награды
- «Сингл года» за макси-сингл «Merry Poppins» на наградах «Мистерия звука» в 2006 году (по итогам продаж)[5][6][7].